# Carl Heinrich Karcher
Carl Heinrich Karcher (* 24. März 1808 in St. Johann (Saar); † 26. Februar 1875 in Frankenthal (Pfalz)) war ein deutscher Unternehmer und Mitbegründer des Konzerns Raab Karcher.

## Leben

### Herkunft und Familie
Carl Heinrich Karcher entstammte einer wohlhabenden Kaufmannsfamilie, die ihren Ursprung in der Grafschaft Nassau-Saarbrücken hatte und aus der zahlreiche namhafte Unternehmer und Fabrikanten hervorgegangen sind. Er war der Sohn des Johann Theobald Karcher und der Sophie Philippine Rettich.
Er war verheiratet mit Wilhelmine Schneider (1817–1879). Die Ehe brachte die Söhne Rudolf Franz (1840–1902), Johann August (1841–1898), Carl (1843–1913) und Friedrich Wilhelm (1844–1894).
Im Zuge der Demagogenverfolgung wurde er im Schwarzen Buch der Frankfurter Bundeszentralbehörde (Eintrag Nr. 819) festgehalten, nachdem er 1834 vom Bezirksgericht Kaiserslautern zu einer 6-tägigen Gefängnisstrafe verurteilt worden war, weil er gegen den Staat protestiert hatte.

### Unternehmerisches Wirken
1838 gründete er zusammen mit Friedrich Christian und Franz Karcher sowie weiteren Beteiligten in Kaiserslautern eine Zuckerfabrik. Da zur damaligen Zeit Zucker überwiegend aus Rohrzucker hergestellt wurde, sollte die Fabrik das Produkt aus Runkelrüben herstellen. Damit waren sie Pioniere auf dem Gebiet. 1843 wurde der Betrieb nach Frankenthal in der Pfalz verlegt, weil dort bessere Anbaumöglichkeiten für Rüben gegeben waren.
Zusammen mit Friedrich Carl Raab (1777–1854) und sechs weiteren Kohlehändlern
, darunter Franz Daniel Bender (1815–1881), gründete Karcher 1848 in Kaiserslautern eine Einkaufsgemeinschaft für Saarkohle. Daraus entwickelte sich im Laufe der Zeit das  Handels- und Dienstleistungsunternehmen Raab Karcher.
Im selben Jahr wurde in Duisburg-Ruhrort die Reederei Raab Karcher als Tochterunternehmen gegründet.
Aus den Unternehmen entwickelte sich ein Weltkonzern.

Carl Heinrich Karcher